# Манчу, Лакшми
Ла́кшми Ма́нчу (телугу మంచు లక్ష్మి, там. லட்சுமி மஞ்சு; род. 8 октября 1977, Ченнаи, Тамилнад, Индия) — индийская актриса, кинопродюсер, фотомодель, телеведущая и певица. Обладательница двух Filmfare Award South за лучшую женскую роль второго плана и Nandi Award за лучшую отрицательную роль.

## Биография
Манчу Лакшми родилась 8 октября 1977 года в Ченнаи (штат Тамилнад, Индия) в семье актёра Мохана Бабу и Нирмалы Деви. У Лакшми есть два младших брата — Вишну (род.1981) и Манодж (род.1983). Лакшми окончила «Oklahoma City University», став бакалавром в области театра.

## Карьера
Лакшми начала сниматься в кино в 2003 году и в настоящее время она сыграла более чем в 20-ти фильмах и телесериалах. Манчу наиболее известна по роли Сарасвати Кумар из телесериала «Лас-Вегас», в котором она снималась в 2004—2007 года. В конце 2000-х годов она стала кинопродюсером. Также является режиссёром, фотомоделью и певицей.
В начале 2011 года состоялся её дебют на родине в телугуязычном фильме Anaganaga O Dheerudu, где она сыграла главную антагонистку, но фильм провалился в прокате

## Личная жизнь
Первый брак Лакшми закончился разводом.
С 4 августа 2006 года Лакшми замужем во второй раз за Анандом «Энди» Сринивасаном. 15 июня 2014 в их семье появилась дочь Видья Нирмала, рождённая суррогатной матерью.

## Избранная фильмография
| Год  |   | Русское название      | Оригинальное название | Роль   |
| ---- | - | --------------------- | --------------------- | ------ |
| 2008 | с | Отчаянные домохозяйки | Desperate Housewives  | Набила |